# 普勒伊
普勒伊（法語：Preuilly，法語發音：[pʁœji]）是法国谢尔省的一个市镇，位于该省西部，属于维耶尔宗区。

## 地理
普勒伊（47°5'42"N, 2°10'36"E）面积14.94 平方千米，位于法国中央-卢瓦尔河谷大区谢尔省，该省份为法国中部省份，北起卢瓦雷省，西接卢瓦-谢尔省和安德尔省，南至克勒兹省，东南接阿列省，东临涅夫勒省。
与普勒伊接壤的市镇（或旧市镇、城区）包括：塞尔布瓦、利默、普卢、坎西、圣托雷特。

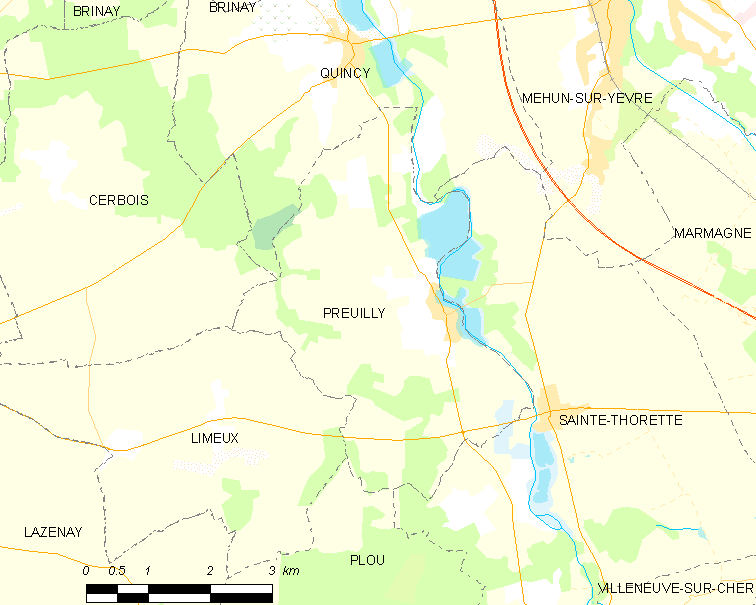
普勒伊的OSM定位图

普勒伊的时区为UTC+01:00、UTC+02:00（夏令时）。

## 行政
普勒伊的邮政编码为18120，INSEE市镇编码为18186。

## 政治
普勒伊所属的省级选区为耶夫尔河畔默安县。

## 人口

1962-2008年间普勒伊人口变化图示

普勒伊于2022年1月1日时的人口数量为473人。